# Капитановка (Сумский район)
Капитановка (укр. Капітанівка) — село,
Кекинский сельский совет,
Сумский район,
Сумская область,
Украина.
Код КОАТУУ — 5924783203. Население по переписи 2001 года составляло 234 человека.

## Географическое положение
Село Капитановка находится на берегу безымянного пересыхающего ручья, который через 1 км впадает в ручей Крыга,
выше по течению на расстоянии в 1 км расположено село Кекино.
На расстоянии в 1,5 км расположены сёла Графское и Баиха (Белопольский район).
На ручье сделано несколько запруд.